# Port lotniczy Belgrad
Port lotniczy Belgrad – międzynarodowy port lotniczy im. Nikoli Tesli położony 18 km na zachód od Belgradu.
Imię Nikoli Tesli nadano w 2006. Jest największym portem lotniczym w Serbii. W 2019 obsłużył ponad 6,1 mln pasażerów.

## Linie lotnicze i połączenia
| Linia lotnicza                | Kierunek |
| ----------------------------- | --- |
| Aegean Airlines               | 1. Ateny Sezonowo: 1. Heraklion 2. Rodos |
| Air Cairo                     | 1. Hurghada |
| Air Montenegro                | 1. Podgorica 2. Tivat |
| Air Serbia                    | 1. Amsterdam 2. Ateny 3. Banja Luka 4. Barcelona 5. Berlin 6. Bolonia 7. Bruksela 8. Bukareszt 9. Budapeszt 10. Kair 11. Chicago-O'Hare 12. Kopenhaga 13. Düsseldorf 14. Frankfurt 15. Stambuł 16. Kazań (zawieszone) 17. Kraków 18. Larnaka 19. Lizbona 20. Lublana 21. Londyn-Heathrow 22. Lyon 23. Madryt 24. Malaga 25. Malta 26. Mediolan-Malpensa 27. Moskwa-Szeremietiewo 28. Nowy Jork-JFK 29. Nisz 30. Norymberga 31. Oslo-Gardermoen 32. Paryż-Charles de Gaulle 33. Podgorica 34. Porto 35. Praga 36. Rzym-Fiumicino 37. Sankt Petersburg 38. Sarajewo 39. Skopje 40. Soczi (zawieszone) 41. Sofia 42. Sztokholm-Arlanda 43. Stuttgart 44. Tel Awiw 45. Saloniki 46. Tiencin 47. Tirana 48. Tivat 49. Walencja 50. Wenecja 51. Wiedeń 52. Zagrzeb 53. Zurych Sezonowo: 1. Alghero (od 10 czerwca 2025) 2. Ankara 3. Bari 4. Katania 5. Chania 6. Korfu 7. Kolonia/Bonn 8. Dubrownik 9. Florencja 10. Göteborg 11. Hamburg 12. Hanower 13. Heraklion 14. Izmir 15. Marsylia 16. Mostar 17. Mykonos (od 6 czerwca 2025) 18. Neapol 19. Ochryda 20. Palermo 21. Palma de Mallorca 22. Pula 23. Rodos 24. Rijeka 25. Salzburg 26. Split 27. Warna 28. Zadar Sezonowe czartery: 1. Antalya 2. Bodrum 3. Dalaman 4. Gazipaşa 5. Hurghada 6. Kefalonia 7. Kos 8. Marsa Alam 9. Marsa Matruh 10. Monastyr 11. Preweza 12. Samos 13. Skiathos 14. Szarm el-Szejk 15. Zakintos |
| airBaltic                     | Sezonowo: 1. Ryga |
| AJet                          | 1. Ankara 2. Stambuł-Sabiha Gökçen 3. Izmir |
| Arkia Israel Airlines         | 1. Tel Awiw |
| Austrian Airlines             | 1. Wiedeń |
| British Airways               | 1. Londyn-Heathrow |
| China Southern Airlines       | 1. Kanton |
| EasyJet                       | 1. Genewa |
| Eurowings                     | Sezonowo: 1. Düsseldorf 2. Stuttgart |
| Flydubai                      | 1. Dubaj |
| Hainan Airlines               | 1. Pekin |
| Jazeera Airways               | Sezonowo: 1. Kuwejt |
| KLM                           | 1. Amsterdam |
| LOT                           | 1. Warszawa-Chopin |
| Lufthansa                     | 1. Frankfurt 2. Monachium |
| Luxair                        | Sezonowo: 1. Luksemburg |
| Norwegian Air Shuttle         | 1. Oslo-Gardermoen |
| Nouvelair                     | Sezonowe czartery: 1. Dżerba 2. Monastyr |
| Pegasus Airlines              | 1. Stambuł-Sabiha Gökçen |
| Qatar Airways                 | 1. Doha |
| Sky Express                   | Sezonowo: 1. Heraklion Sezonowe czartery: 1. Rodos (od 16 czerwca 2025) |
| Sun d’Or                      | Sezonowo: 1. Tel Awiw |
| Swiss International Air Lines | 1. Zurych |
| TAROM                         | 1. Bukareszt |
| Turkish Airlines              | 1. Stambuł |
| Wizz Air                      | 1. Abu Zabi 2. Barcelona 3. / Bazylea 4. Paryż-Beauvais 5. Mediolan-Bergamo 6. Berlin 7. Kopenhaga 8. Dortmund 9. Eindhoven 10. Göteborg 11. Hamburg 12. Karlsruhe/Baden-Baden 13. Larnaka 14. Lizbona 15. Londyn-Luton 16. Malmö 17. Malta 18. Memmingen 19. Nicea 20. Rzym-Fiumicino 21. Sztokholm-Skavsta Sezonowo: 1. Heraklion |

### Cargo
| Linia lotnicza | Kierunek                      |
| -------------- | ----------------------------- |
| Cargoair       | 1. Linz                       |
| DHL Aviation   | 1. Lipsk 2. Mediolan-Malpensa |
| Turkish Cargo  | 1. Stambuł                    |